# Reisholz (Düsseldorf)
Reisholz, Düsseldorf-Reisholz — dzielnica miasta Düsseldorf w Niemczech, w okręgu administracyjnym 9, w kraju związkowym Nadrenia Północna-Westfalia, w rejencji Düsseldorf.  